# Эрзан, Айше
Айше Эрзан  (тур. Ayşe Erzan; род. 1949, Анкара) — турецкий физик-теоретик.

## Биография
Айше Эрзан родилась в 1949 году в Анкаре, столице Турции. Получив образование в Стамбуле, она отправилась в США, где окончила Колледж Брин-Мар со степенью бакалавра в 1970 году. Айше Эрзан получила степень доктора философии в области физики в Университете штата Нью-Йорк в Стоуни-Брук в 1976 году.
После этого Айше Эрзан вернулась в Анкару, проведя год в местном Ближневосточном техническом университете в качестве члена физического департамента. В 1977 года она начала работать в Стамбульском техническом университете. В это же время Эрзан была вовлечена в движениях за мир и женские права. После государственного переворота в Турции в 1980 году она покинула родину. С 1981 по 1990 год Эрзан работала и преподавала в различных исследовательских институтах и университетах. С 1981 по 1982 год она трудилась в департаменте теоретической физики Женевского университета. С 1982 по 1985 год Эрзан была приглашённым ассистент-профессором в Университете Порту (Португалия). Затем она была стипендиатом Фонда Александра фон Гумбольдта в департаменте теоретической физики Марбургского университета с 1985 по 1987 год. С 1987 по 1990 год Эрзан работала научным сотрудником в Университете Гронингена. Перед своим возвращением в Стамбульский технический университет Эрзан недолгое время пробыла научным сотрудником в Международном центре теоретической физики в Триесте (Италия). Она также продолжила свои научные исследования в Институте Фезы Гюрсея.
Айше Эрзан стала ассоциированным членом Академии наук Турции в 1995 году и действительным спустя два года. Тогда же она удостоилась приза Совета Турции по научно-техническим исследованиям. Кроме того, Эрзан была награждена премией Л’Ореаль — ЮНЕСКО «Для женщин в науке» в 2003 году и премией Раммаля в 2009 году. Айше Эрзан — член Всемирной академии наук. Также она входит в редакторскую коллегию научных журналов Journal of Statistical Physics и European Physical Journal B.